# Nordstrand IF
Nordstrand Idrettsforening (NIF) är en sportklubb i stadsdelen Nordstrand, Oslo. Klubben har sektioner för alpin skidåkning, fotboll, triatlon och handboll. Tidigare hade man också sektioner för orientering, friidrott, skridsko och längdskidåkning. Grundad 1891 som Skidklubben Freidig, som 1919 blev sammansluten med Sportklubben Grane till Nordstrand IF. 1949 blev SK Nordhauk ansluten till föreningen. 26 januari 2006 gick NIF samman med Mercantile Fotballklubb, och 2009 anslöt Ljan Idrettsforening till NIF.

## Handboll
Handbollssektionen har vunnit nationella mästerskapet(=norska cupen) flera gånger, både i dam- och herrhandboll. NM i handboll för herrar utomhus 1940, 1952, 1953 och 1963, inomhus 1960 och 1961. NM för damer utomhus 1938 och 1939, inomhus 1987 och 2002. 1981 blev man seriemästare för herrar och 2004 vann man seriemästerskapet på damsidan. Klubbens hemmahall är Nordstrandhallen, öppnad 1955 som Oslos förste idrottshall. Kända spelare är Heidi Sundal, Susann Goksør Bjerkrheim och Else-Marthe Sørlie Lybekk. Damlaget spelar i division ett, andra nivån i serisystemet. Herrlaget spelar i högsta serien med ett kombinerat lag NIF/  BSK(=Bækkelagets SK).

## Fotboll
Grane var en av grundarföreningarna av Norges fotbollsförbund. Grane vann också Norges första Fotbollscup 1902. Herrlaget i fotboll spelar i division 4, nivå fem i norsk fotboll. Senast Nordstrand spelade i division tre var 2012. 

## Skidåkning
Freidig and Grane var båda skidklubbar. Freidig hade en skidbacke, Lerskallen, som senare togs över av Grane och sedan  av Nordstrands IF. Klubben hade flera goda skidåkare. Herman Huitfeldt, som blev sjua i Nordisk kombination 1895. Walter Aigeltinger slutade trea i B-klassen 1902, och spelade också fotboll för Grane. T. B. Dürendahl och Wilhelm Wettergren tävlade framgångsrikt i centraleuropa tidigt 1900-tal. Klubbens bäst kända alpine skidåkare är Kjetil André Aamodt.

## Friidrott och orientering
Klubben blev norska mästare i orienteringsstafett 1947 (herrar) och 1974 (damer).
Friidrotten i klubben började 1921. Rolf Johannson blev norsk mästare på 1500 meter 1930, och tog en silvermedalj 1929 och en bronsmedalj 1933. År 1929 tog han också en bronsmedalj på 800 meter. I kastgrenarna tog Halfdan Johnsen silvermedalj i kulstötning med båda händerna 1925 och 1926. Joel Arnesen vann en bronsmedalj i tresteg 1929.